# USS Arlington (LPD-24)
El USS Arlington (LPD-24) es un LPD (landing platform dock) de la clase San Antonio en servicio con la Armada de los Estados Unidos. Su nombre refiere al condado de Arlington (Virginia), donde se encontraban el Pentágono y el lugar donde se estrelló el vuelo 77 de American Airlines durante los atentados terroristas del 11 de septiembre de 2001. Entró en servicio activo en 2013.

## Historial de servicio

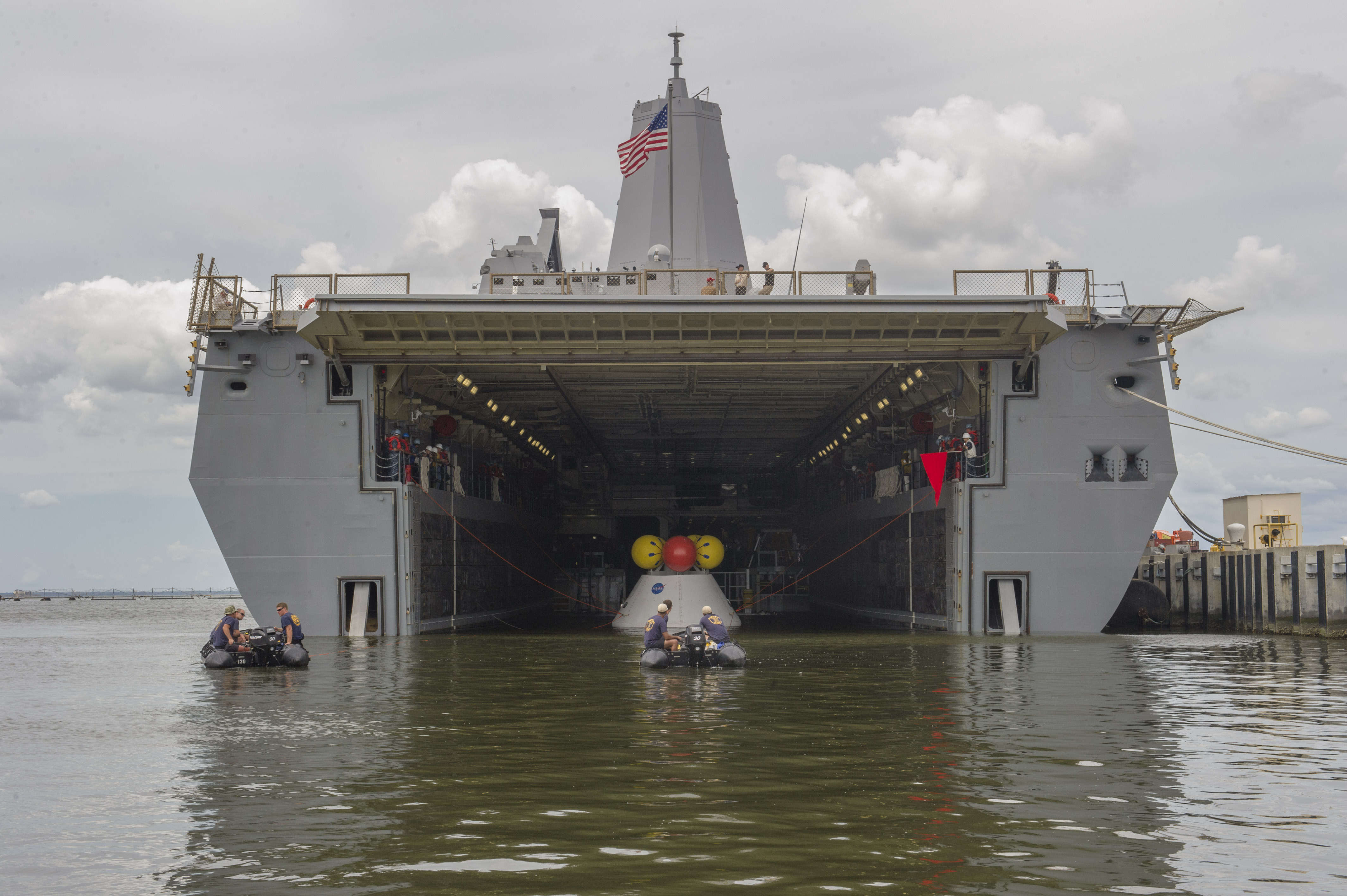
La nave espacial Orion en la cubierta del pozo del Arlington, año 2013.

En agosto de 2013, el Arlington realizó pruebas con la nave espacial Orion de la NASA.
En mayo de 2019 fue desplegado en el Golfo Pérsico debido a la supuesta preocupación por las actividades iraníes. En abril de 2022 el USS Arlington fue desplegado en aguas islandesas para participar en el ejercicio de la OTAN Northern Viking 2022.